# Rödsvart bladstekel
Rödsvart bladstekel (Tenthredo ferruginea) är en stekelart som beskrevs av Franz Paula von Schrank 1776. Tenthredo ferruginea ingår i släktet Tenthredo, och familjen bladsteklar. Arten är reproducerande i Sverige.

## Bildgalleri

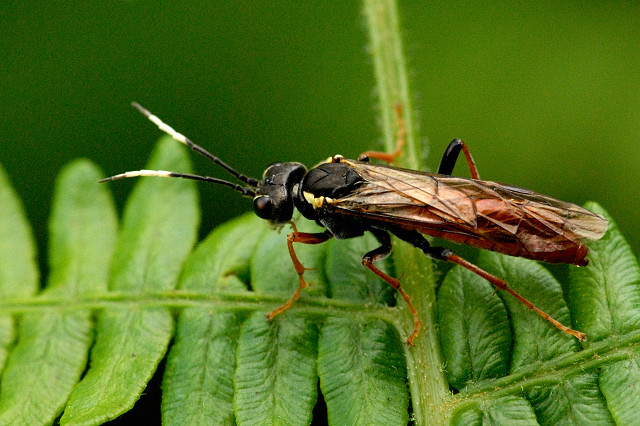
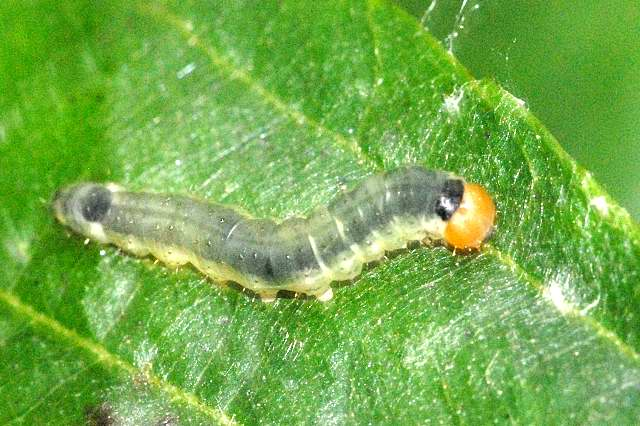